# Silnik soniczny

Silnik soniczny (s. ultrasoniczny; ang. sonic (ultrasonic) motor) – rodzaj silnika elektrycznego zamieniającego energię fal lub drgań akustycznych (mechanicznych) w ciele stałym na makroskopową pracę mechaniczną. Do konstrukcji silników sonicznych wykorzystuje się najczęściej akustyczne fale powierzchniowe oraz drgania elementów piezoelektrycznych (np. bimorfów).

## Zastosowanie
- Regulacja ostrości w aparatach i kamerach cyfrowych:
  - Canon – USM, UltraSonic Motor
  - Nikon – SWM, Silent Wave Motor
  - Minolta, Sony Alfa – SSM, SuperSonic Motor
  - Pentax – SDM, Sonic Direct-drive Motor
  - Sigma HSM, Hyper Sonic Motor
  - Tamron USD, Ultra Sonic Drive
  - Olympus SWD, Supersonic Wave Drive